# Trefl Proxima Cracovie
Le Trefl Proxima Cracovie (en polonais : Trefl Proxima Kraków) est un club féminin de volley-ball polonais fondé en 2016 et  basé à Cracovie, évoluant pour la saison 2017-2018 en Liga Siatkówki Kobiet.

## Effectifs

### Saison 2017-2018
| No                                          | Nom                                         | Date de naissance                           | Taille                         | Poids                          | Poste                          |
| ------------------------------------------- | ------------------------------------------- | ------------------------------------------- | ------------------------------ | ------------------------------ | ------------------------------ |
| 1                                           | Zsuzsanna Tálas                             | 9 juillet 1993                              | 175                            | 69                             | Passeuse                       |
| 2                                           | Paula Słonecka                              | 9 avril 1992                                | 179                            | 71                             | Réceptionneuse-attaquante      |
| 3                                           | Jowita Jaroszewicz                          | 10 mars 1987                                | 183                            | 65                             | Centrale                       |
| 4                                           | Kinga Wysokińska                            | 25 décembre 1997                            | 172                            | 61                             | Libero                         |
| 5                                           | Sarah Clement                               | 2 juin 1990                                 | 188                            | 76                             | Centrale                       |
| 7                                           | Agnieszka Woźniak                           | 9 août 1986                                 | 182                            | 66                             | Réceptionneuse-attaquante      |
| 8                                           | Adrianna Budzoń                             | 18 novembre 1991                            | 178                            | 71                             | Passeuse                       |
| 9                                           | Aleksandra Szymańska                        | 2 juin 1991                                 | 190                            | 82                             | Réceptionneuse-attaquante      |
| 10                                          | Daria Paszek                                | 30 août 1991                                | 184                            | 74                             | Réceptionneuse-attaquante      |
| 11                                          | Justyna Łukasik                             | 27 janvier 1993                             | 187                            | 77                             | Centrale                       |
| 14                                          | Ewelina Brzezińska                          | 26 janvier 1988                             | 183                            | 73                             | Réceptionneuse-attaquante      |
| 16                                          | Klaudia Kulig                               | 1er mai 1997                                | 173                            | 61                             | Libero                         |
| 18                                          | Martyna Łukasik                             | 26 novembre 1999                            | 189                            | 71                             | Attaquante                     |
| 17                                          | Kinga Hatala                                | 17 juillet 1989                             | 189                            | 72                             | Attaquante                     |
| ?                                           | Rebecca Pavan                               | 17 avril 1990                               | 192                            | 67                             | Attaquante                     |
|                                             |                                             |                                             |                                |                                |                                |
| Encadrement technique                       | Encadrement technique                       |                                             | Légende                        | Légende                        | Légende                        |
| Entraîneur : Alessandro Chiappini           | Entraîneur : Alessandro Chiappini           | Entraîneur : Alessandro Chiappini           | : Capitaine                    | : Capitaine                    | : Capitaine                    |
| Entraîneur(s) adjoint(s) : Filip Brzeziński | Entraîneur(s) adjoint(s) : Filip Brzeziński | Entraîneur(s) adjoint(s) : Filip Brzeziński | : Joueuse blessée actuellement | : Joueuse blessée actuellement | : Joueuse blessée actuellement |
| Manager général : Joanna Mirek              |                                             |                                             |                                |                                |                                |